# Photosynthesis (igra)
Photosynthesis (Fotosinteza) je porodična društvena igra na tabli za do četiri igrača u kojoj svaki igrač kontroliše jednu od četiri vrste drveća i pokušava da zauzme što veću površinu na tabli.
Sunce će se rotirati oko table i ukoliko je drvo igrača postavljeno na pravoj lokaciji, dobijaće sunčane poene koje će koristiti da drvo zameni većim drvetom koje će bacati senku na okolna manja stabla i time blokirati ostale igrače u proširivanju. Veće drvo kasnije može da se pretvori u seme koje će igrač koristiti kako bi ga posadio kako bi iz njega izraslo novo drvo.

## Spoljašnje veze
Zvanični sajt